# Lester Germer

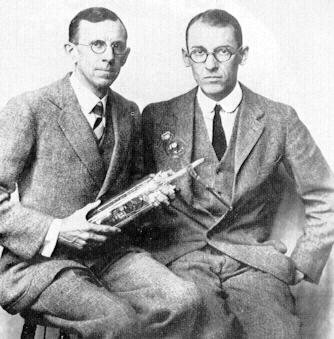
Clinton Davisson (stânga) și Lester Germer (dreapta).

Lester Halbert Germer (n. 10 octombrie 1896, Chicago, Illinois, SUA – d. 3 octombrie 1971, Shawangunk Ridge⁠(d), New York, SUA) a fost un fizician american. În 1927 a descoperit, împreună cu C. J. Davisson, fenomenul de difracție a electronilor punând astfel în evidență dualismul corpuscul-undă în comportarea materiei. S-a ocupat de asemenea de domeniul emisiei termoelectronice și de cel al opticii electronice.

## Biografie
Participă în Primul Război Mondial ca aviator.
După absolvirea Columbia University, lucrează împreună cu Clinton Joseph Davisson în cadrul laboratoarelor Bell din New Jersey.

## Realizări științifice
Împreună cu Davisson reușește să demonstreze proprietatea de dualitate undă-corpuscul, una din proprietățile fundamentale ale materiei, prezisă de Louis de Broglie. Pentru aceasta, cei doi fizicieni au efectuat celebrul experiment Davisson-Germer: bombardarea cu fasciculi de electroni a unui cristal de nichel și studierea figurilor de difracție. Acest experiment a avut un rol important în evoluția microscopului electronic.
Germer a mai studiat: fenomenul de emisie termoelectrică, coroziunea metalelor și fenomenele de contact.